# Conotrachelus chrysocromus
Conotrachelus chrysocromus – gatunek chrząszcza z rodziny ryjkowcowatych.

## Zasięg występowania
Ameryka Południowa, występuje w Brazylii.

## Budowa ciała
Przednia krawędź pokryw znacznie szersza od przedplecza, w ich środkowej części dwa duże, podłużne garbki